# مونت تامارو
مونت تامارو (بالإنجليزية: Monte Tamaro)‏ هو أحد جبال سلسلة جبال الألب لوغانو ويقع في كانتون تيسينو في سويسرا. يحتل المرتبة رقم 386 في قائمة جبال سويسرا من حيث الارتفاع، إذ يبلغ ارتفاعه حوالي 1961 متر، بينما يبلغ ارتفاع نتوء الجبل 512 متر.